# Cacício I da Arménia

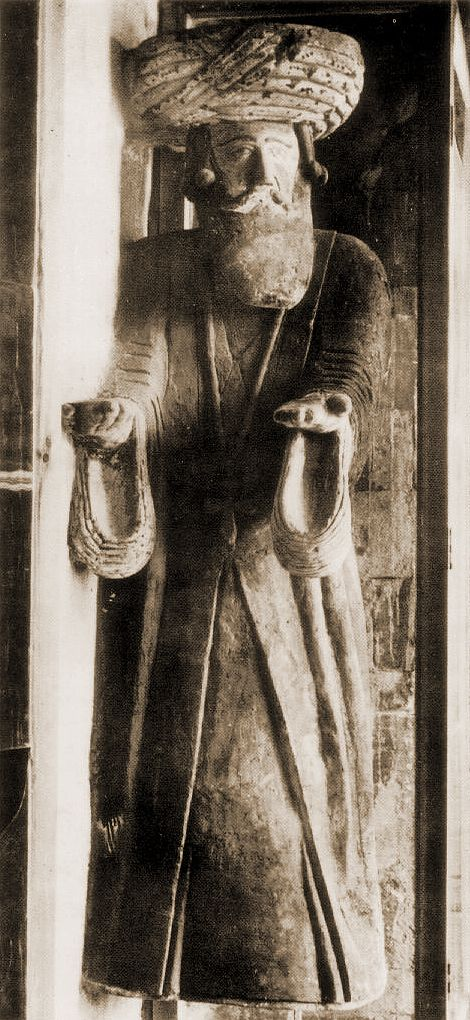
Estátua de Cacício I

Cacício I (em latim: Cacicius; em grego: Κακίκιος; romaniz.: Kakíkios; em armênio: Գագիկ; romaniz.: Gagik) foi um príncipe da Arménia da Dinastia Bagratúnio, tendo governado entre 989 e 1020. Foi antecedido no governo por Simbácio II da Arménia e foi sucedido pelo governo de João-Simbácio III da Armênia.

## Nome
Cacício (Cacicius; Κακίκιος, Kakíkios) é a forma latina e grega do armênio Gaguique (Գագիկ, Gagik), cuja origem é desconhecida. Foi registrado em árabe como Jajique (em árabe: جاجيك; romaniz.: Jajiq).